# Marie av Lorraine
Marie av Lorraine, född 12 augusti 1674, död 30 oktober 1724, furstinna av Monaco; gift i juni 1688 med furst Anton I av Monaco. 

## Biografi
Marie var dotter till Louis av Lorraine, greve av Armagnac, som i egenskap av medlem av släkten Guise var en medlem av huset Lorraine, och Catherine de Neufville. 

### Kronprinsessa av Monaco
Äktenskapet mellan Marie och Monacos tronföljare prins Anton arrangerades på initiativ av kung Ludvig XIV:s mätress Madame de Maintenon. Kungen ska vid denna tid ha visat ett visst intresse för Marie, och Maintenon ska ha fruktat risken att han skulle göra Marie till sin mätress, och arrangerade därför ett äktenskap för henne för att förhindra det. Marie saknade hemgift, men motsvarade i övrigt de krav Monaco ställde på en make till en tronföljare, eftersom hon tillhörde den franska hovadeln med kontakter inom det franska kungahuset som kunde stärka den fransk-monegaskiska alliansen mot Spanien. 
Äktenskapskontraktet undertecknades i Versailles 8 juni 1688 i närvaro av kungahusets medlemmar. Vid hennes bröllop på Versailles förlänade Ludvig XIV huset Grimaldi från Monaco status som "Utländska furstar" vid det franska hovet och som bröllopsgåva ett slott utanför Paris.  Som Monacos kronprinsessa fick hon titeln hertiginna av Valentinois. 
Marie beskrivs som en bortskämd, levnadsglad skönhet som älskade att flirta och dansa vid det franska hovet.  Anton var i fransk militärtjänst 1684-94. Han beskrivs som oattraktiv utseendet, brutal till temperamentet och mycket högfärdig; han föraktade Maries familj, föredrog att ägna sig åt sin militärtjänstgöring, och ska vid sina besök hemma från fronten ha varit otrogen med sångerskor från Operan. Marie ställde till skandal genom att även hon välja sig älskare bland societeten i Paris, tills Ludvig XIV, på begäran av hennes svärfar Ludvig I, som ville undvika skandal, år 1692 gav henne en befallning att besöka Monaco.
År 1693 fick hon tillstånd att återvända till Paris, och ställde till skandal genom att anklaga sin svärfar för sexuella närmanden, något som allmänt antogs vara ett sätt att försäkra sig om att hon inte skulle skickas bort från Paris igen. I Paris levde hon med sin mors stöd separerad från sin make, deltog i societetslivet och ställde till skandal genom en rad kärleksaffärer, som hennes make ska ha gjort dockor av och hängt offentligt utanför sitt slott.  Efter sex års tid, ska hennes mor i samarbete med kungen ha åstadkommit en försoning mellan makarna för att en tronarvinge till Monaco skulle kunna åstadkommas, och tvingade maken att låta henne återvända, något han gjorde genom att låta henne passera under de dockor som föreställde hennes älskare, som han sedan brände på ett bål framför henne.  Makarna fick år 1697 en dotter, som blev Monacos tronarvinge.
Äktenskapet blev aldrig lyckligt, men makarna levde efter detta utåt tillsammans. 

### Furstinna av Monaco
År 1701 avled Ludvig I av Monaco och Marie fick åtfölja Anton till Monaco då han besteg tronen som furste. Hennes make stannade efter 1701 i Monaco, med undantag för ett besök i Versailles 1702-03. Makarnas återstående liv beskrivs som lugnt. De undvek i fortsättningen offentliga skandaler och levde utåt sett tillsammans. Anton hade åtskilliga älskarinnor och åtminstone fem utomäktenskapliga barn som han erkände sig vara far till. Marie och Anton hade båda förhållanden på var sitt håll och levde i realiteten skilda liv: Anton tillbringade sin tid i villan Giardinetto, och Marie i paviljongen Mon Desert. Hon besökte även i fortsättningen ofta det franska hovet.   
Förhandlingarna om deras dotter och tronarvinge Louise-Hippolytes äktenskap inleddes på allvar år 1712. Huvudkandidaterna var Antons favorit, greve de Roye, och Maries familjs favorit, greve de Chatillon. Marie vägrade med stöd från sin far och bröder att samtycka till Antons kandidat, vilket ledde till att Anton tvingades ge med sig, en två år lång konflikt som upprörde Ludvig XIV. Marie påverkade sin dotter att motsätta sig faderns kandidat, något som resulterade i att Anton år 1713 spärrade in Louise-Hippolyte i kloster i Aix-en-Provence fram till att frågan var avgjord.  Detta fick Marie att år 1714 i hemlighet lämna Monaco och ansluta sig till sin far i Paris. Antons äktenskapsförslag för sin dotter mottogs även med kyla vid det franska hovet. Anton såg sig tvungen att frige Louise-Hippolyte från klostret och uppge sina planer på äktenskap mellan henne och Roye. Vidare kandidater var prins Ludvig August av Dombes, son till Louis Auguste de Bourbon, hertig av Maine.
Marie och hennes far kom överens om att lägga fram sin egen kandidat, greve de Matignon, genom hertiginnan de Lude, för att Anton inte skulle misstänka att han var deras kandidat, en intrig de lyckades med.
Efter sin dotters giftermål, återvände Marie till Monaco, men då Anton fick veta att hon och hennes far hade lurat honom att gifta bort dottern med deras kandidat, ska deras äktenskap ha blivit så stormigt att deras dotter och svärson flyttade från Monaco till Paris för att undkomma den konfliktfyllda atmosfären i Monaco.